# Płyn w jamie opłucnej
Płyn w jamie opłucnej – może gromadzić się w następujących sytuacjach:
- wzrost ciśnienia hydrostatycznego w naczyniach krwionośnych opłucnej ściennej
- utrudnienie odpływu chłonki przez naczynia chłonne
- zmniejszenie ciśnienia onkotycznego wskutek np. hypoalbuminemii.

## Rozpoznanie obecności płynu opłucnowego
- badanie lekarskie oparte na opukiwaniu, które wykazuje stłumienie odgłosu opukowego i badaniu drżenia głosowego, które zanika. Powyższe techniki nie pozwalają na wykrycie niewielkich ilości płynu opłucnowego (poniżej 300–400 ml.)

- RTG klatki piersiowej w projekcji PA wykazuje powyżej 200 ml płynu. Płyn układa się w charakterystyczną elipsowatą linię zwaną linią Ellisa i Damoiseau.
  - mniejsze ilości płynu można wykryć w pozycji bocznej lub badaniu przy użyciu tak zwanego promienia poziomego (zdjęcie RTG wykonuje się u leżącego chorego, w pozycji na boku podejrzewanym o obecność płynu)
- USG wykazuje obecność ponad 100 ml płynu
- TK klatki piersiowej pozwala na wykazanie ponad 50 ml płynu opłucnowego

## Możliwe przyczyny obecności płynu w jamie opłucnowej

### Płyn w jamie opłucnowej w chorobach innych niż nowotwory złośliwe

#### Płynprzesiękowy
- niewydolność serca
- marskość wątroby
- dializa otrzewnowa
- zespół nerczycowy
- zespół żyły głównej górnej
- obrzęk śluzowaty
- zator płucny

#### Płynwysiękowy
- choroby zakaźne
  - choroby bakteryjne
  - gruźlica
  - grzybice
  - choroby wirusowe
  - choroby pasożytnicze
- zatorowość płucna
- choroby układu pokarmowego
  - zapalenie trzustki
  - perforacja przełyku
  - ropień w jamie brzusznej
- choroby układowe tkanki łącznej
  - reumatoidalne zapalenie stawów
  - toczeń rumieniowaty układowy
  - zespół Churga-Strauss
- niepożądane działanie leku
  - nitrofurantoina
  - dantrolen
  - methysergid
  - bromokryptyna
  - interleukina 2
  - prokarbazyna
  - amiodaron
- azbestoza
- chylothorax
- krwiak opłucnej
- stany pooperacyjne
  - zabiegi operacyjne w zakresie jamy brzusznej
  - pomostowanie aortalno-wieńcowe
- sarkoidoza
- zespół Dresslera
- mocznica
- zespół żółtych paznokci[1]

### Płyn w jamie opłucnowej w nowotworach złośliwych
Może być rezultatem 
- miejscowego naciekania nowotworu
- jego działania na cały organizm 
  - zatorowość płucna
  - hipoalbuminemia
- powikłania radioterapii
- niepożądanego działania leku
  - metotreksat
  - prokarbazyna
  - cyklofosfamid
  - mitomycyna
  - bleomycyna[2]

## Badanie płynu opłucnowego
- badania biochemiczne
  - poziom białka
  - LDH
  - pH
  - glukoza
  - cholesterol
  - trójglicerydy
  - amylaza
- hematokryt
- skład komórkowy
  - neutrofilia w przypadku zakażeń bakteryjnych
  - limfocytoza w gruźlicy i nowotworach
  - eozynofilia w azbestozie, zakażeniach pasożytniczych, zespół Churga i Strauss
- badanie cytologiczne
- badanie mikrobiologiczne (obecność prątków gruźliczych)
- badania immunologiczne (przeciwciała przeciwjądrowe, czynnik reumatoidalny, markery nowotworowe)